# Paya (kommun)
Paya är en kommun i Colombia.   Den ligger i departementet Boyacá, i den centrala delen av landet, 220 km nordost om huvudstaden Bogotá. Antalet invånare är 2 648.